# Fischfangglocke

Fischfangglocke

Die Fischfangglocke ist ein Gerät, das besonders in der Frühzeit der Aquaristik verwendet wurde, als die aus Nylon gewebten Kescher noch nicht zur Verfügung standen. Sie dienten zum Herausfangen von Fischen aus Aquarien.
Im Griffstück der Glocke befindet sich ein Loch. Dieses wird mit dem Daumen zugehalten, bevor die Glocke in das Wasser getaucht wird. Im Wasser wird die Glocke, die normalerweise eine Öffnung von etwa 10 Zentimeter Durchmesser hat, halbschräg unter den zu fangenden Fisch geführt. Wird das Loch im Griff dann freigegeben, strömt das Wasser in die Glocke und saugt den Fisch mit hinein. 
Fischfangglocken aus Glas, wie sie in der Frühzeit der Aquaristik typisch waren, werden heute nicht mehr angeboten. Sie sind allerdings aus Plastik noch erhältlich, weil sie sich für das Fangen von Jungfischen oder empfindlichen Fischen ganz besonders gut eignen.